# Evacuações durante a Guerra de Gaza (2023-presente)
Após o início do conflito Israelo-palestino em 2023, muitos países estão evacuando seus cidadãos de Israel, Gaza e das áreas sob controle da Autoridade Palestina.

## Eventos

### 8 de outubro
A Força Aérea Brasileira (FAB) enviou seis aeronaves militares com destino à Itália, incluindo dois Embraer C-390 Millenniums, dois Embraer 190s e dois Airbus A330s. A FAB afirmou que, "em coordenação com os ministérios da defesa e das relações exteriores, foi chamada para repatriar brasileiros que estão em Israel". O presidente polonês, Andrzej Duda, disse que "estamos enviando aviões de transporte da força aérea para realizar a evacuação dos poloneses que estão atualmente em Israel" e que "estamos trabalhando para que todos os nossos compatriotas possam retornar para casa em segurança".
O Ministério das Relações Exteriores da Grécia anunciou que está em contato com cidadãos gregos em Israel e informou que 149 nacionais se registraram para a evacuação. À noite, 81 deles embarcaram no primeiro avião com destino a Atenas.
O Ministério das Relações Exteriores da Albânia anunciou que trouxe de volta 40 albaneses de Israel, incluindo dois kosovares, sendo um deles filha do ministro do Interior do Kosovo, Xhelal Sveçla, além de cidadãos da Macedônia do Norte. O ministério afirmou que "nos próximos dias, haverá mais voos especiais para Tel Aviv, enquanto o Ministério das Relações Exteriores coordena com os ministérios irmãos dos países da região para auxiliar todos os cidadãos que desejam retornar aos seus países".
Um avião do governo búlgaro, com 92 búlgaros e um croata, principalmente turistas, mas também um grupo de dentistas de uma conferência, partiu de Tel Aviv. Por ser designado como diplomático, recebeu autorização das autoridades israelenses. Enquanto o ministro dos Transportes, Georgi Gvozdeykov, elogiou a Bulgária por ser um dos primeiros países a evacuar seus cidadãos, a vice-primeira-ministra Mariya Gabriel afirmou que não se esperava a transferência da evacuação de diplomatas e suas famílias ainda.
O Ministério das Relações Exteriores da Romênia informou que 115 romenos foram evacuados, após afirmar que 346 cidadãos, incluindo estrangeiros, foram evacuados do sábado à noite até domingo com dois voos da TAROM. Cerca de 900 romenos estavam em Israel.
O embaixador bósnio Dusko Kovacevic confirmou a evacuação de um nacional com a ajuda da embaixada sérvia.

### 9 de outubro
O ministro da Defesa da Polônia confirmou a evacuação, declarando que Varsóvia lançou uma "ponte de evacuação" que transportará cidadãos poloneses de Israel para a ilha de Creta antes de prosseguirem para casa. Até as 13:00 UTC, o ministério confirmou três voos que chegaram a Varsóvia, com um quarto em andamento. De acordo com dados da Cirium, o país possui cinco aeronaves Lockheed C-130 Hercules.
A Swiss International Air Lines informou que operaria um voo especial de ida e volta de Zurique para Tel Aviv em 10 de outubro, usando um Airbus A321 com 219 assentos; no entanto, a companhia aérea afirmou que não operaria voos para e de Israel até 14 de outubro.
Aproximadamente 120 islandeses foram evacuados via Jordânia depois que sua viagem foi interrompida pela guerra. Eles deveriam pegar um avião da Icelandair fornecido pelo governo em Tel Aviv, no entanto, devido a medidas de segurança, a companhia aérea se recusou a voar para Israel. Como resultado, os turistas foram para Amã, onde pegaram o avião às 21:20, horário de verão da Jordânia (18:20 UTC).

### 10 de outubro
A Argentina iniciou a evacuação de 1.246 cidadãos de Israel. O ministro da Defesa, Jorge Taiana, afirmou que três aeronaves são enviadas por dia para evacuar os cidadãos para Roma, Itália; após o que a empresa estatal Aerolíneas Argentinas os levará de volta para casa. Mais tarde, o ministro das Relações Exteriores, Santiago Cafiero, postou em X que o primeiro de vários voos chegou a Roma.
A Swiss International Air Lines evacuou 220 cidadãos suíços, com outros aviões, ambos com capacidade para 215 lugares, esperados para chegar em 11 e 12 de outubro.
A ministra das Relações Exteriores da França, Catherine Colonna, e a embaixada francesa anunciaram que a unidade de crise militar de Colonna estava organizando um voo especial da Air France para Paris em 12 de outubro para ajudar na evacuação de cidadãos franceses que não conseguiram sair. O voo foi destinado aos "vulneráveis", como grávidas, menores desacompanhados e aqueles que precisam de assistência médica.
O Ministério das Relações Exteriores da Alemanha anunciou que o país evacuaria seus cidadãos em 12 e 13 de outubro, com a Lufthansa operando voos especiais de Israel. Aqueles na lista "ELEFAND" da Alemanha seriam informados em 12 de outubro sobre como reservar passagens para esses voos especiais.
O Ministério das Relações Exteriores da Grécia anunciou que mais 90 cidadãos foram evacuados de Israel pela companhia aérea El Al, com o próximo voo programado para o dia seguinte.
A porta-voz do Ministério das Relações Exteriores da Rússia, Maria Zakharova, afirmou que os planos para a evacuação de cidadãos russos dos territórios palestinos estavam em andamento e que ainda há mais voos comerciais disponíveis para aqueles em Israel.
O Ministério das Relações Exteriores do Brasil afirmou em um post no X (anteriormente conhecido como Twitter) que as evacuações de seus cidadãos começaram. Em outro post em X, o Ministério das Relações Exteriores do Panamá afirmou que está coordenando a evacuação de cidadãos em Israel.
O ministro das Relações Exteriores da República Tcheca, Jan Lipavský, viajou a Israel para se encontrar com o presidente Isaac Herzog, tornando-se o primeiro político estrangeiro a viajar para Israel desde o início da guerra. No mesmo dia, em um post em X, Lipavský escreveu que pegou um avião com cidadãos tchecos repatriados de Israel.

### 11 de outubro
Em 11 de outubro, a Força Aérea Colombiana enviou dois aviões C-40 Boeing 737 para evacuar um grupo de cidadãos colombianos de Israel. 110 colombianos foram evacuados no primeiro avião.
A ministra das Relações Exteriores da Finlândia, Elina Valtonen, informou aos repórteres que a Finlândia evacuaria seus cidadãos de Israel e da Palestina nos próximos dias, citando mais de 170 finlandeses que precisam de apoio na área de crise para organização de viagem.
O governo dinamarquês afirmou que evacuaria seus cidadãos, bem como titulares de residência permanente no país, de Israel e da Palestina. Acredita-se que 1.290 dinamarqueses estejam nessas regiões afetadas.
Portugal repatriou 152 nacionais, além de 14 outros europeus. Outro avião evacuaria mais pessoas de Israel em 12 de outubro, segundo a Reuters.
192 sul-coreanos pousaram em segurança no Aeroporto Internacional de Incheon, vindos de Tel Aviv. O ministro das Relações Exteriores afirmou que mais 30 seriam evacuados por voos comerciais, e mais 30, que estavam em uma peregrinação cristã, partiriam via Jordânia.
A Noruega organizou um voo que partiria à noite para seus cidadãos em Israel e nos territórios palestinos, com cerca de 500 noruegueses no local.
O governador do estado de Lagos, Babajide Sanwo-Olu, anunciou que a Nigéria repatriou 310 peregrinos cristãos que estavam indo para a Jordânia. Os peregrinos estavam viajando de Belém para Nazaré quando perceberam o ataque e "ficaram assustados, e todos queriam voltar para a Nigéria, ninguém quer morrer".
O governo australiano anunciou pelo menos dois voos da Qantas para Tel Aviv, embora a companhia aérea não voe para lá normalmente. Embora os voos estejam programados para começar em 13 de outubro, os detalhes ainda não foram finalizados. O primeiro-ministro Anthony Albanese afirmou que os voos eram necessários porque "muitos australianos estão enfrentando dificuldades com atrasos e cancelamentos em voos comerciais". A ministra das Relações Exteriores, Penny Wong, afirmou que voos extras de repatriação poderiam ser organizados além dos dois voos. Wong também instou os cidadãos em 10 de outubro a não esperarem por voos do governo quando voos comerciais estiverem disponíveis. O Guardian Australia relatou que o governo pediu ajuda à Qantas e à Virgin Australia para repatriar australianos do país.
A ministra das Relações Exteriores da Alemanha, Annalena Baerbock, afirmou no Bundestag que todos os estudantes conseguiram deixar Israel. Em entrevista a um apresentador da ZDF, que perguntou por que a Alemanha não estava usando aeronaves militares, Baerbock explicou que "dada a situação de termos que retirar muitas, muitas mais pessoas, não podemos enviar um avião militar, então primeiro cuidamos de crianças e jovens que estavam lá sem pais".
O ministro da Defesa de Fiji, Pio Tikoduadua, anunciou que um avião da Fiji Airways, transportando quase 200 fijianos, além de 13 australianos, 16 neozelandeses, 8 samoanos, bem como cidadãos do Canadá, Filipinas e Estados Unidos, partiu de Tel Aviv e chegaria a Nadi em 12 de outubro.
O Ministério da Defesa da Espanha postou em X que um avião com cerca de 200 cidadãos espanhóis e da União Europeia chegou à Espanha. Mais tarde, o ministro das Relações Exteriores da Espanha, José Manuel Albares, postou que outro avião estava a caminho.
A Agência de Contingências Civis da Suécia afirmou que o governo sueco começou a evacuar suecos de Israel.
O Ministério das Relações Exteriores do México disse que dois aviões transportando cidadãos voaram de Israel para Shannon, na Irlanda, com destino ao México.
O Ministério das Relações Exteriores do Chile anunciou que o primeiro voo com cidadãos chilenos partiu e que outro voo havia partido naquele dia.
A porta-voz do Ministério das Relações Exteriores da Tailândia, Kanchana Patarachoke, disse aos repórteres que voos de evacuação partirão em 12, 15 e 16 de outubro.

### 12 de outubro
A ministra das Relações Exteriores da Nova Zelândia, Nanaia Mahuta, anunciou uma parceria do governo com a Etihad Airways para facilitar a evacuação de seus cidadãos e outros elegíveis de outros países do Pacífico fora de Tel Aviv.
A Casa Branca anunciou que o governo dos Estados Unidos começaria a organizar voos de evacuação, esperando que eles começassem no dia seguinte, para ajudar os americanos a deixarem Israel. Pessoas familiarizadas com o planejamento afirmaram que o governo estava organizando quatro voos por dia.
O Canadá evacuou seus cidadãos de Tel Aviv para Atenas, Grécia, por meio de duas aeronaves da Real Força Aérea Canadiana, depois que o governo implementou o plano de evacuar os cidadãos. De Atenas, um avião da Air Canada chegaria em 13 de outubro, levando os evacuados para Toronto. Autoridades afirmaram que estavam explorando outras formas de evacuação de Israel, incluindo a viagem terrestre até a Jordânia.
O primeiro grupo de trabalhadores tailandeses evacuados de Israel chegou a Bangkok.
O Ministério das Relações Exteriores do Reino Unido organizou voos para britânicos retidos em Israel, sendo o primeiro avião saindo de Tel Aviv no mesmo dia. O Ministério afirmou que haveria mais voos "sujeitos à segurança". Também afirmou que os voos seriam preferencialmente comerciais; os passageiros pagariam £300 por uma viagem de volta ao país. A decisão foi uma reviravolta do governo do país, que havia dito anteriormente que o Reino Unido não organizaria evacuações devido aos voos comerciais disponíveis.
O Ministério das Relações Exteriores da Alemanha organizou outra opção de saída, que é via balsa de Israel para Chipre, com mais opções sendo organizadas em alguns dias.
O Nepal, por meio da Nepal Airlines, iniciou o processo de repatriação de seus cidadãos.

### 13 de outubro
O primeiro-ministro das Ilhas Cook, Mark Brown, afirmou que a Austrália estava oferecendo ajuda para repatriar os cidadãos da ilha que estavam em Israel. Ele informou ao Cook Islands News que o governo estava em contato com os residentes restantes e esperava que eles deixassem o país naquele dia. Ele acrescentou que as Ilhas Cook buscarão colaboração com a Austrália se os residentes não puderem sair de Israel.
O primeiro-ministro de Fiji, Sitiveni Rabuka, celebrou os fijianos que foram repatriados de Israel, totalizando 255 pessoas.
O Ministério das Relações Exteriores da Grécia anunciou a conclusão da evacuação de um total de 230 cidadãos gregos de Israel, realizada em três fases nos dias 9, 10 e 12 de outubro. Acrescentou também que o retorno de cidadãos de 11 países (incluindo Israel) foi assegurado.

### 14 de outubro
O governo do Uruguai despachou um avião da Força Aérea Uruguaia, um C-130 Hércules, em 14 de outubro para evacuar 90 uruguaios de Israel. O avião da força aérea partiu de Tel Aviv com os evacuados e os transportou para Madrid, onde fizeram conexões para outros destinos. Com 22.000 cidadãos uruguaios vivendo em Israel, o governo afirmou que outro voo de evacuação pode ser organizado no futuro, pois mais uruguaios têm solicitado assistência para deixar o país.
O governo de Tonga evacuou 61 pessoas em um voo para Londres, sendo 30 delas cidadãos tonganeses e o restante cidadãos da Nova Zelândia, Austrália e Fiji. A maioria fazia parte de um grupo de peregrinos que estava em Jerusalém. Ao chegarem ao Aeroporto de Stanstead, o primeiro-ministro Siaosi Sovaleni celebrou a evacuação.

### 16 de outubro
Até 16 de outubro, 55 cidadãos da Nova Zelândia haviam sido evacuados por meio de voos de assistência organizados pelo Ministério das Relações Exteriores e Comércio da Nova Zelândia e pela Etihad Airlines. Os evacuados foram levados para Abu Dhabi, onde se esperava que fizessem seus próprios arranjos de viagem para casa. Ainda permaneciam 70 neozelandeses, sendo 50 em Israel e 20 nos Territórios Palestinos.